# Izabella Malej
Izabella Malej (ur. 26 maja 1968) – polska historyk literatury rosyjskiej, profesor nauk humanistycznych, pracownik naukowy Uniwersytetu Wrocławskiego.

## Życiorys
Jest absolwentką Uniwersytetu Wrocławskiego, tam w 1995 obroniła pracę doktorską Impresjonizm w literaturze rosyjskiej na przełomie XIX i XX w. Wybrane zagadnienia napisaną pod kierunkiem Zbigniewa Barańskiego, w 1999 habilitowała się na podstawie pracy Indywidualizm impresjonistyczny. Konstantina Balmonta świat wyobraźni poetyckiej. W 2006 uzyskała tytuł profesora nauk humanistycznych. Pracuje w Instytucie Filologii Słowiańskiej Uniwersytetu Wrocławskiego.
Jest członkiem Wrocławskiego Towarzystwa Naukowego, Polskiego Towarzystwa Rusycystycznego oraz Komitetu Słowianoznawstwa Polskiej Akademii Nauk.

## Twórczość
- Impresjonizm w literaturze rosyjskiej na przełomie XIX i XX wieku. Wybrane zagadnienia (1999 – w Slavica Wratislaviensia, nr 97, s. 1-141)
- Indywidualizm impresjonistyczny. Konstantina Balmonta świat wyobraźni poetyckiej (1999 – w Slavica Wratislaviensia, nr 102, s. 3-239)
- Syndrom budy jarmarcznej, czyli symbolizm rosyjski w kręgu arlekinady (A. Błok i A. Bieły) (2002)
- Eros w symbolizmie rosyjskim. Filozofia, literatura, sztuka (2008)
- Tajemnice duszy. Michaił Wrubel i psychoanaliza (2017)